# 高橋祥泰
高橋 祥泰（たかはし よしやす、1952年1月31日 - ）は、日本中央競馬会（JRA）美浦トレーニングセンター北に所属していた元調教師。日本大学農獣医学部獣医学科卒業。

## 来歴
1952年、国営競馬所属騎手高橋英夫の次男として生まれる。幼少期は騎手を志していたが、身体が大きくなり過ぎたために断念。代わって獣医師を志し、日本大学第一高等学校を経て、日本大学農獣医学部獣医学科に入学した。獣医師資格取得、大学卒業後の1973年より中山競馬場、次いで日本中央競馬会宇都宮育成場で獣医師助手を務める。宇都宮育成場では助手業の傍らで騎乗技術を習得、1975年に父・英夫の厩舎で調教助手となり、7年間を務めた。
1983年に調教師免許を取得。初出走は同年10月9日の東京競馬第2競走でアマミエコーで8着。初勝利は同年12月10日中山競馬第6競走でのアマミオーシャン（延べ21頭目）であった。翌年の報知杯4歳牝馬特別を安田富男騎乗のダイナシュガーで制して重賞初勝利。1987年には22勝を挙げ、関東の優秀調教師賞を受賞した。
1996年には、タイキフォーチュンで第1回NHKマイルカップを制し、GI競走初勝利を挙げている。
2022年2月28日付けで定年のため、調教師を引退した。

## 成績
|            | 日付           | 競馬場・開催  | 競走名             | 馬名               | 頭数 | 人気 | 着順 |
| ---------- | -------------- | ------------- | ------------------ | ------------------ | ---- | ---- | ---- |
| 初出走     | 1983年10月9日  | 4回東京2日2R  | 4歳未勝利          | アマミエコー       | -    | -    | 8着  |
| 初勝利     | 1983年12月10日 | 5回中山3日6R  | 4歳上400万下       | アマミオーシャン   | -    | -    | 1着  |
| 重賞初出走 | 1984年2月11日  | 1回東京5日9R  | 東京障害特別（春） | アマミオーシャン   | 9頭  | 9    | 8着  |
| 重賞初勝利 | 1984年3月18日  | 1回阪神6日11R | 4歳牝馬特別        | ダイナシュガー     | 15頭 | 8    | 1着  |
| GI初出走   | 1984年4月8日   | 2回阪神6日11R | 桜花賞             | ダイナシュガー     | 21頭 | 4    | 18着 |
| GI初勝利   | 1996年5月12日  | 3回東京8日11R | NHKマイルC         | タイキフォーチュン | 18頭 | 4    | 1着  |

| 通算成績 | 1着 | 2着 | 3着 | 4着以下 | 出走回数 | 勝率 | 連対率 |
| -------- | --- | --- | --- | ------- | -------- | ---- | ------ |
| 平地     | 441 | 424 | 400 | 3,220   | 4,484    | .098 | .193   |
| 障害     | 9   | 13  | 12  | 83      | 117      | .077 | .188   |
| 計       | 450 | 437 | 412 | 3,302   | 4,601    | .098 | .193   |

- 重賞競走15勝（うちGI級競走2勝、ダートグレード競走6勝）

※数字は中央競馬成績。2008年度出走終了時点。

### 主な管理馬
※括弧内は主な優勝競走。
- ダイナシュガー（1984年報知杯4歳牝馬特別）
- ダイナエイコーン（1985年新潟3歳ステークス）
- ダイナブリーズ（1988年ダイヤモンドステークス）
- ノースシャトル（1991年ダイヤモンドステークス）
- コクトジュリアン（1995年クリスタルカップ）
- タイキフォーチュン（1996年毎日杯、NHKマイルカップ）
- サウスヴィグラス（2002年・2003年根岸ステークス、北海道スプリントカップ、2002年黒船賞、かきつばた記念、クラスターカップ、2003年JBCスプリント）
- スマイルカナ（2020年フェアリーステークス、ターコイズステークス）
- カラテ（2021年東京新聞杯）

#### 受賞
- 優秀調教師賞（関東）（1987年）

## 主な厩舎所属者
※太字は門下生。括弧内は厩舎所属期間と所属中の職分。
- 後藤由之（1983年-1995年 調教助手）
- 小林久晃（1994年-2000年 騎手）
- 久保田貴士（1995年-2002年 調教助手）
- 大崎正博（1998年 調教厩務員）
- 田中博康（2006年-2009年、2010年-2011年 騎手）
- 柴田健登（2013年-2014年 厩務員。伊藤圭三厩舎より移籍、田島俊明厩舎へと移籍）